# Ahualulco de Mercado
Ahualulco de Mercado là một đô thị thuộc bang Jalisco, México. Năm 2005, dân số của đô thị này là 21465 người.